# Patrimoine végétal de Bayeux
Le patrimoine culturel immatériel de Bayeux, en Normandie, est distingué par le ministère de la Culture et de la Communication dans son Inventaire du patrimoine culturel immatériel en France à travers notamment son patrimoine végétal.

## Éléments du patrimoine végétal de Bayeux
On retient quatre éléments fondamentaux dans cet ensemble végétal :
- Le jardin botanique avec son hêtre pleureur
- Le platane de la Liberté
- La place Charles-De-Gaulle
- Le jardin « Reporters sans frontières »

### Le jardin botanique
Localisé au nord de la ville, le jardin botanique de Bayeux ouvre en 1864. C’est une création des frères Bühler, bien connus pour avoir réalisé d’autres parcs célèbres tel le Tête d’Or à Lyon. En 2007, le parc est inscrit 
Monument Historique. 

### Le hêtre pleureur du jardin botanique
Parmi les quelque 400 arbres du jardin botanique, un a su tirer son épingle du jeu. Il s’agit d’un hêtre pleureur, présent dans le jardin depuis sa création et classé « Monument naturel » en 1932. Il jouit de caractéristiques botaniques particulières et joue également un rôle symbolique, ce qui lui vaut de recevoir le label « Arbre remarquable de France » en octobre 2000.

### Le platane de la Liberté

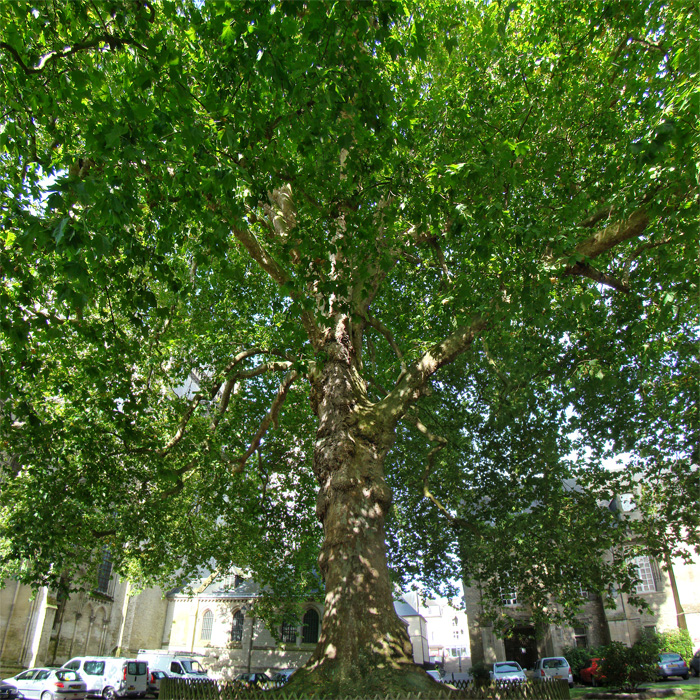
Platane de la Liberté

Le « platane de la liberté » est un platane de 33 mètres de haut, planté le 30 mars 1797 dans l’ancienne cour du palais épiscopal de Bayeux, à l'initiative de Gabriel Moisson de Vaux. Selon la tradition locale, cet homme politique l'aurait déplanté d'une rangée d'arbres érigée pour agrémenter le trajet de Louis XVI à l'occasion de sa visite dans Bayeux. Il faisait partie de l’ensemble des "Quatre arbres de la liberté", mais seul celui-ci a survécu, malgré les nombreuses menaces d’abattage par des royalistes. Le « platane de la Liberté » est classé « Monument naturel » en 1932 et bénéficie du label « Arbre remarquable de France » depuis octobre 2000.

### La place Charles-de-Gaulle

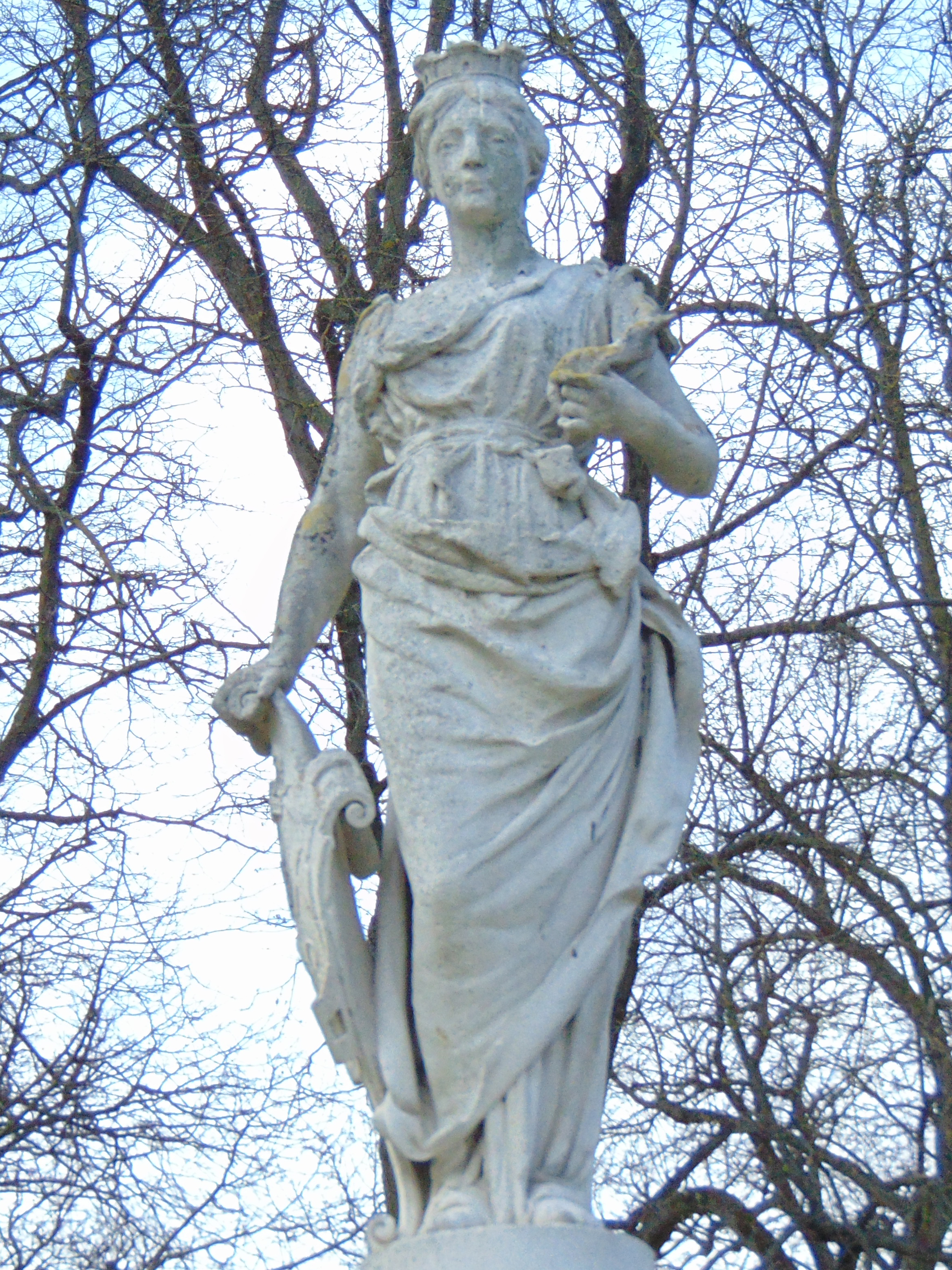
Statue de Poppa de Bayeux.

La place de Gaulle propose un grand espace vert au beau milieu de la ville, ce qui en fait un lieu très apprécié. En 1840, une centaine de tilleuls sont plantés autour de la grande étendue gazonnée qui forme la place et sur laquelle se tiennent de nombreux évènements. Au cœur de celle-ci se tient une fontaine édifiée en 1888 et allégorie de la ville de Bayeux, représentée sous les traits de Popée Béranger, une populaire Bayeusaine qui fut choisie pour devenir l’épouse du duc de Normandie Rollon.

### Le jardin «Reporters sans frontières»

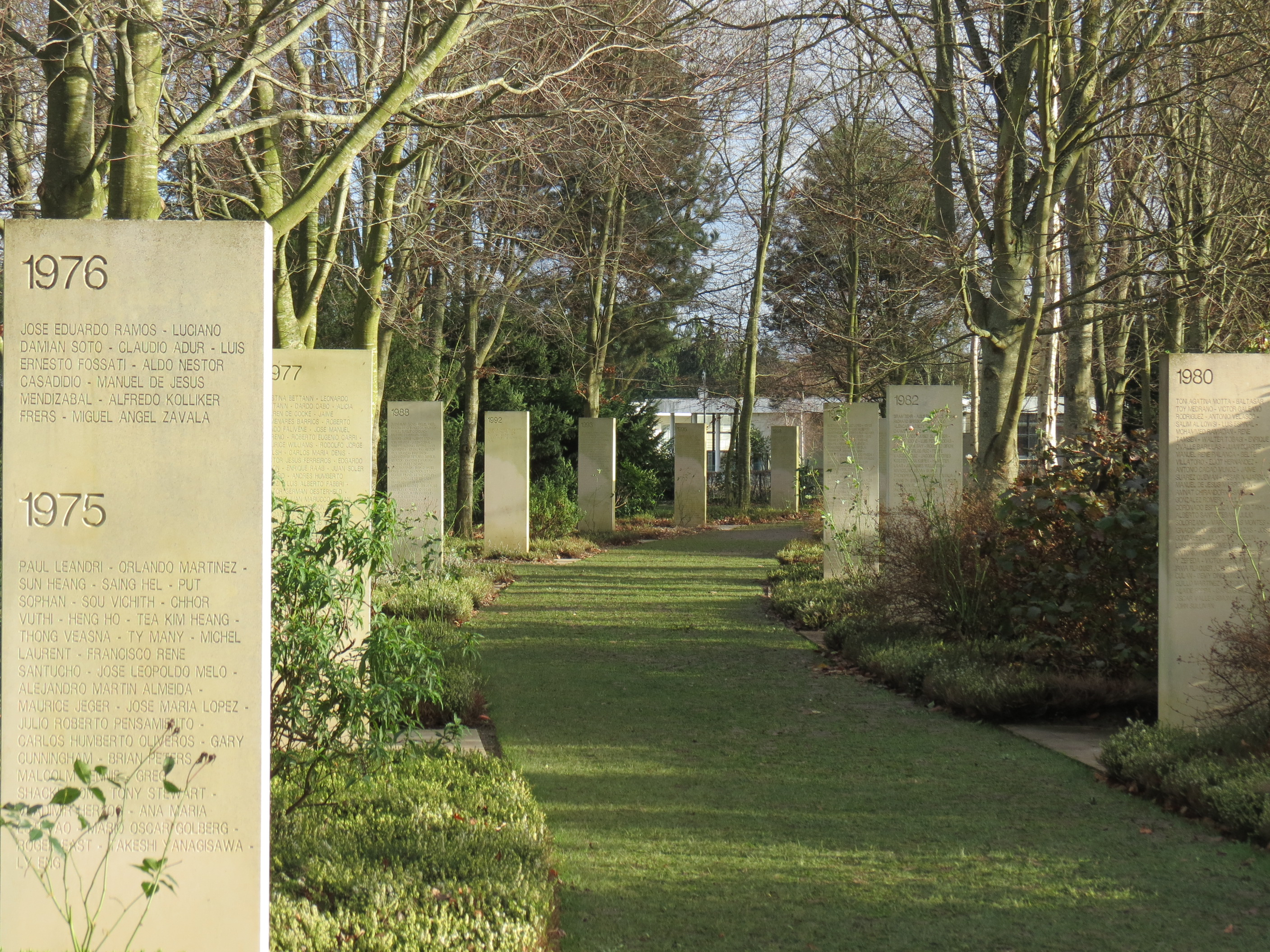
Jardin des Reporters sans Frontières.

Le dernier né des jardins de Bayeux est issu de la collaboration entre la ville de Bayeux et la Fondation "Reporters sans frontières". Le jardin « Reporters sans frontières » ouvre en 2007 et se situe près du cimetière militaire Britannique. Le lieu est parsemé de stèles, disposées chronologiquement de 1944 à nos jours et portant le nom des reporters victimes de leur métier. Les nouvelles stèles ne sont érigées qu’à l’occasion du Prix Bayeux-Calvados des correspondants de guerre, cérémonie qui se tient tous les ans depuis sa création en 1994.